# Toyota TF104
La Toyota TF104 fu una vettura di Formula 1 utilizzata dal team giapponese nel corso della stagione 2004.

## Toyota TF104

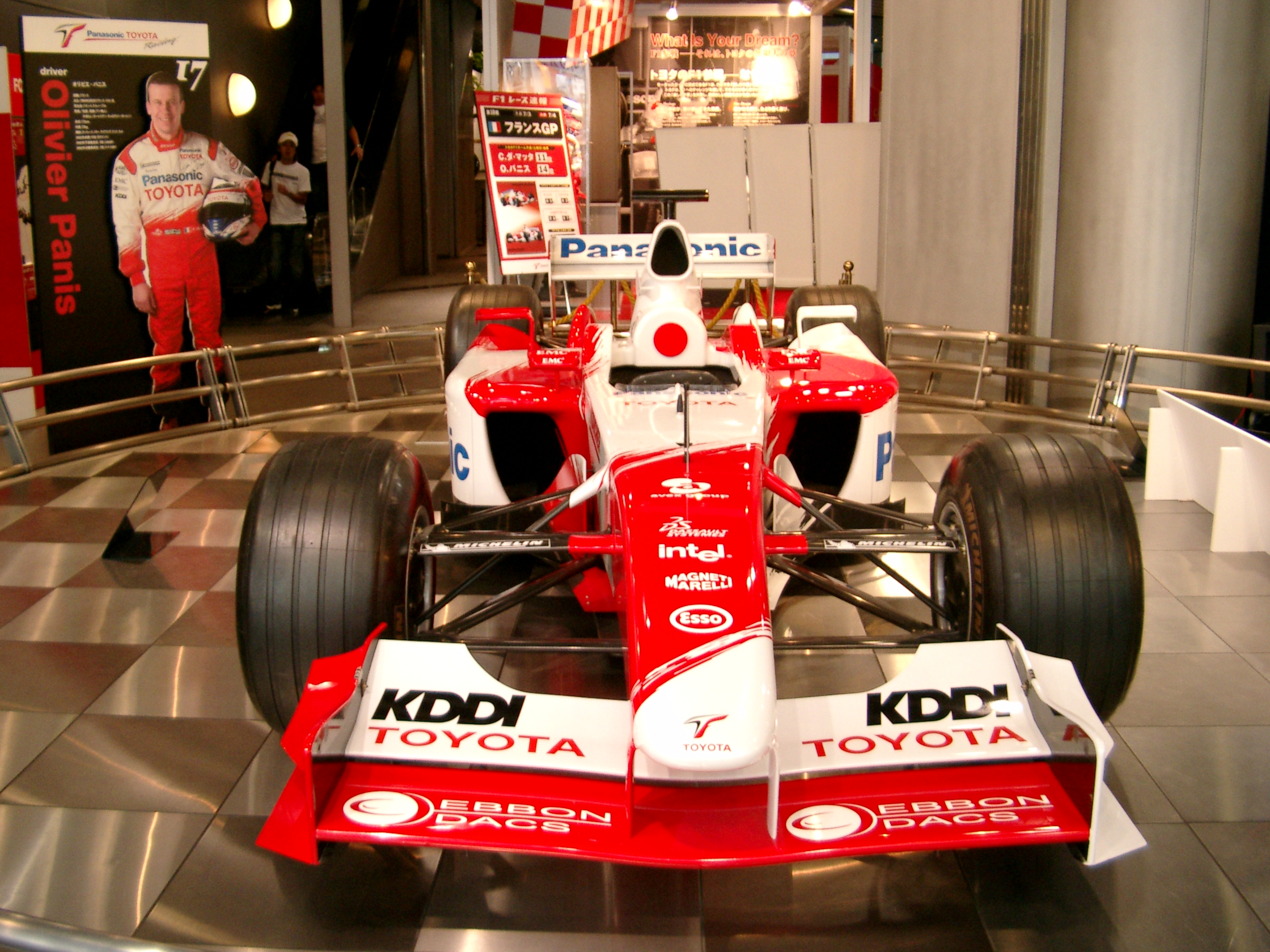
La Toyota TF104 di Olivier Panis esposta al Toyota Center a Tokyo.

La vettura fu disegnata, per l'ultima volta, da Gustav Brunner. Essa è considerata come un'evoluzione della TF103, a sua volta considerata erede diretta della TF102 utilizzata nel 2002.
Lo sviluppo fu molto lungo tanto che ben 10 mesi prima del lancio la vettura iniziò a essere progettata. Dopo il lancio il designer Gustav Brunner affermò: "La TF103 aveva un package molto competitivo. Sfortunatamente non siamo riusciti a tirare fuori il meglio da lei. Teoricamente la TF104 è un'evoluzione della TF103, ma nei fatti, la TF104 non ha in comune nessuna parte con la sua antenata. Abbiamo migliorato ogni singolo centimetro della vettura, e ridisegnato molti componenti interni. Abbiamo raggiunto un miglior risultato nell'aerodinamica, fatto una vettura leggera dappertutto, e incrementato la rigidità del telaio".
Come piloti furono inizialmente confermati Cristiano da Matta e Olivier Panis, con il pilota francese che conquistò il miglior risultato di stagione, per sé e la squadra, a Indianapolis.
La due vetture della compagine nipponica furono anche squalificate dal Gran Premio del Canada, in quanto da Matta e Panis disputarono la gara con un sistema di aerazione dell'impianto frenante irregolare.
A causa della carenza di risultati da parte della vettura, dovuta anche alla scarsa competitività della stessa, esordì una versione "B" della monoposto a partire dal Gran Premio di Germania.

## Toyota TF104B

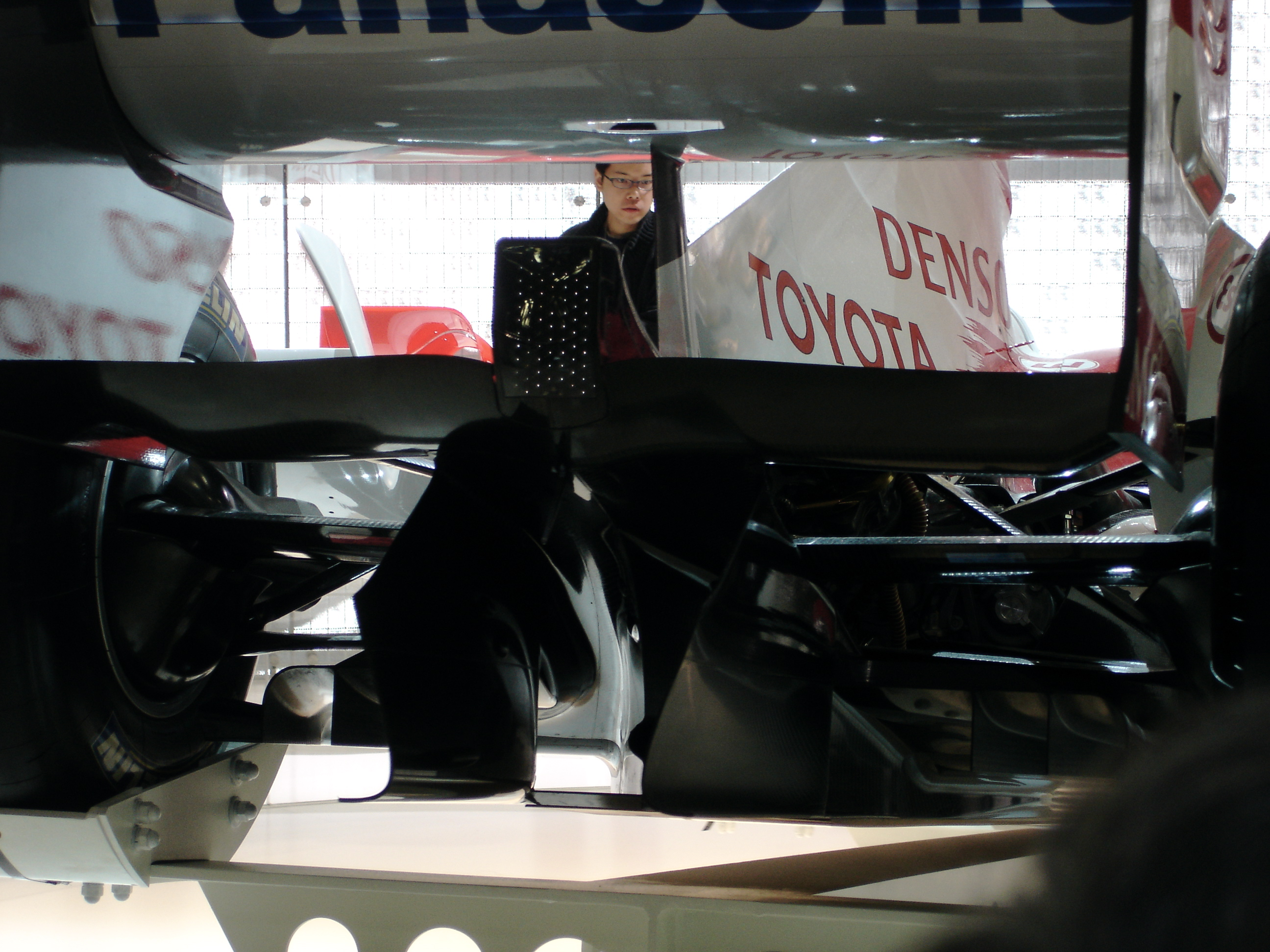
Diffusore di una Toyota TF104B

Per progettare la versione rivista della TF104, il progettista Gustav Brunner diede le dimissioni e al suo posto venne assunto Mike Gascoyne, ex direttore tecnico di Jordan e Renault.
L'intento del progettista inglese era quello di ridurre, anche se in parte, le debolezze che presentava la vettura prima del suo arrivo. 
La TF104B debuttò quindi a Hockenheim che si dimostrò più competitiva, ma i vertici Toyota decisero di abbandonare il progetto di sviluppo per concentrarsi sulla TF105, vettura con la quale si sarebbe disputato il campionato 2005.
Intanto ci fu una rivoluzione per quanto concerne l'organico del team: da Matta fu sostituito da Ricardo Zonta dal Gran Premio d'Ungheria che a sua volta fu sostituito da Jarno Trulli solo in occasione del Gran Premio del Giappone, ma il pilota italiano fu confermato anche per l'ultimo GP stagionale, stavolta al posto dell'appiedato Panis.
La vettura, nonostante i buoni pronostici del team, si rivelò povera di risultati, raccogliendo solo un ottavo posto con Panis in Belgio.
La Toyota chiuse il 2004 all'ottavo posto con soli 9 punti raccolti.

## Risultati Completi in F1

### TF104
(Le gare in Grassetto indicano una pole position)
| Anno | Team                    | Motore     | Gomme | Piloti   | 1   | 2   | 3   | 4   | 5   | 6   | 7   | 8   | 9   | 10  | 11  | 12  | 13  | 14  | 15  | 16  | 17  | 18  | Posizione | Punti |  |
| ---- | ----------------------- | ---------- | ----- | -------- | --- | --- | --- | --- | --- | --- | --- | --- | --- | --- | --- | --- | --- | --- | --- | --- | --- | --- | --------- | ----- |  |
| 2004 | Panasonic Toyota Racing | Toyota V10 | M     |          | AUS | MAL | BHR | SMR | ESP | MON | EUR | CAN | USA | FRA | GBR | GER | HUN | BEL | ITA | CHN | JPN | BRA | 8°        | 9     |  |
| 2004 | Panasonic Toyota Racing | Toyota V10 | M     | da Matta | 12  | 9   | 10  | Ret | 13  | 6   | Ret | SQ  | Ret | 14  | 13  |     |     |     |     |     |     |     | 8°        | 9     |  |
| 2004 | Panasonic Toyota Racing | Toyota V10 | M     | Panis    | 13  | 12  | 9   | 11  | Ret | 8   | 11  | SQ  | 5   | 15  | Ret |     |     |     |     |     |     |     | 8°        | 9     |  |

### TF104B
(Le gare in Grassetto indicano una pole position)
| Anno | Team                    | Motore     | Gomme | Piloti   | 1   | 2   | 3   | 4   | 5   | 6   | 7   | 8   | 9   | 10  | 11  | 12  | 13  | 14  | 15  | 16  | 17  | 18  | Posizione | Punti |  |
| ---- | ----------------------- | ---------- | ----- | -------- | --- | --- | --- | --- | --- | --- | --- | --- | --- | --- | --- | --- | --- | --- | --- | --- | --- | --- | --------- | ----- |  |
| 2004 | Panasonic Toyota Racing | Toyota V10 | M     |          | AUS | MAL | BHR | SMR | ESP | MON | EUR | CAN | USA | FRA | GBR | GER | HUN | BEL | ITA | CHN | JPN | BRA | 8°        | 9     |  |
| 2004 | Panasonic Toyota Racing | Toyota V10 | M     | da Matta |     |     |     |     |     |     |     |     |     |     |     | Ret |     |     |     |     |     |     | 8°        | 9     |  |
| 2004 | Panasonic Toyota Racing | Toyota V10 | M     | Panis    |     |     |     |     |     |     |     |     |     |     |     | 14  | 11  | 8   | Ret | 14  | 14  |     | 8°        | 9     |  |
| 2004 | Panasonic Toyota Racing | Toyota V10 | M     | Zonta    |     |     |     |     |     |     |     |     |     |     |     |     | Ret | 10  | 11  | Ret |     | 13  | 8°        | 9     |  |
| 2004 | Panasonic Toyota Racing | Toyota V10 | M     | Trulli   |     |     |     |     |     |     |     |     |     |     |     |     |     |     |     |     | 11  | 12  | 8°        | 9     |  |